# Centre for Access to Football in Europe
Centre for Access to Football in Europe (CAFE) ist eine gemeinnützige Organisation. Sie wurde mit den Geldern der UEFA 2009 mit dem Ziel gegründet, behinderten Fans die Möglichkeit zu geben, an Live-Fußballspielen in der gesamten UEFA-Region teilzunehmen.

## Aufgabe
2009 finanzierte die UEFA die Gründung der neuen unabhängigen Organisation, die sie bei der stärkeren Integration behinderter Menschen in den Fußball beraten soll. Jedes Jahr veranstaltet CAFE europaweit koordinierte Aktionen. CAFE zielt darauf ab, die Verbesserung barrierefreier Einrichtungen und Dienste in Stadien zu unterstützen, das Bewusstsein für den Zugang und die Integration in das Spiel zu schärfen, behinderten Fußballfans Unterstützung zu geben und ein Netzwerk von Behinderten-Fangruppen einzurichten. Zum Beispiel organisiert CAFE mit der Organisation Handicap Fanclub Fußball-Nationalmannschaft HFCFN kostenfreie Kommentarbegleitungen eines Livespiels.

## Partner
CAFE arbeitet mit der UEFA sowie mit zahlreichen nationalen Fußballverbänden zusammen.